# کوزیاتین
کوزیاتین (به اوکراینی: Козятин) شهری در استان وینیتسیا در کشور اوکراین است. جمعیت این شهر ۲۲,۶۳۴ نفر (۲۰۲۱ تخمینی) است.

## نگارخانه

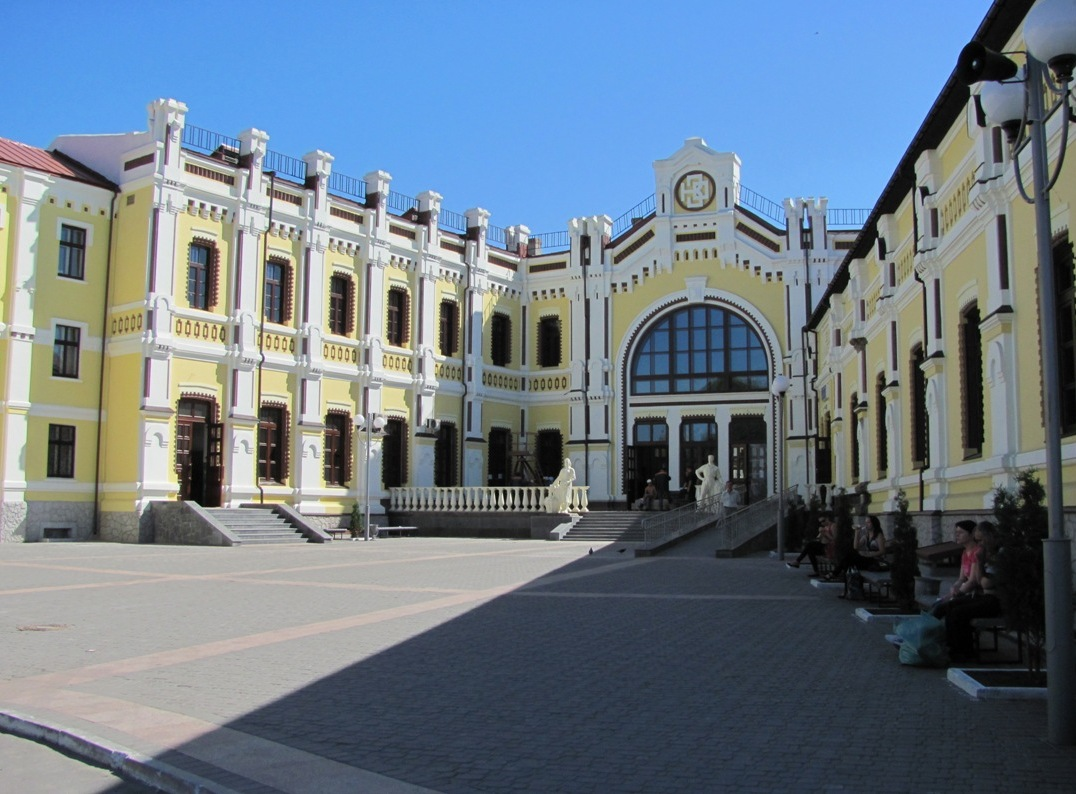
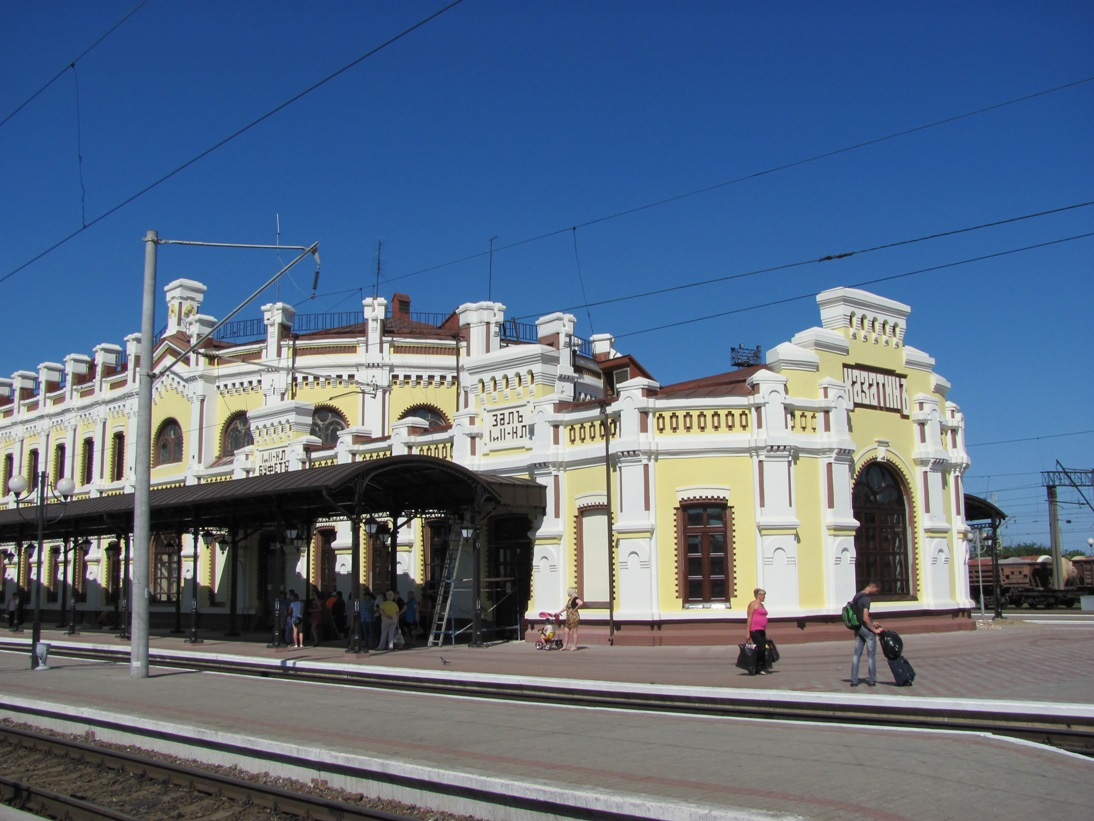
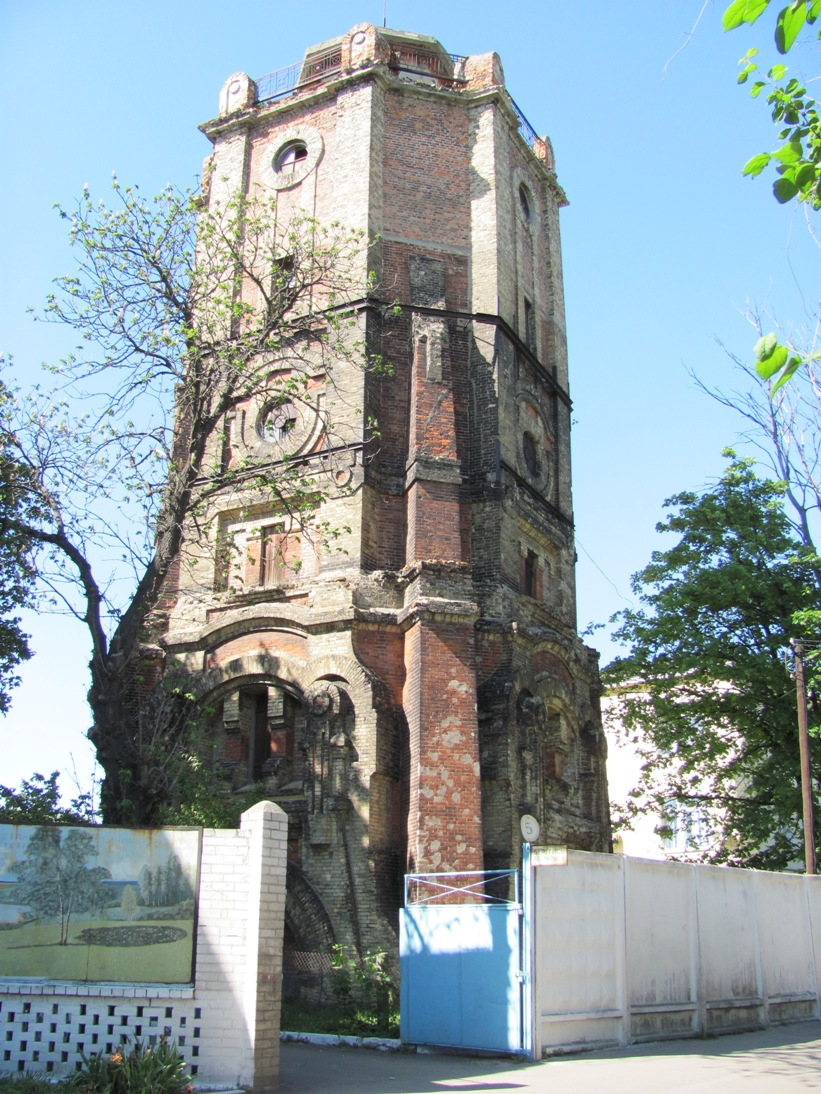
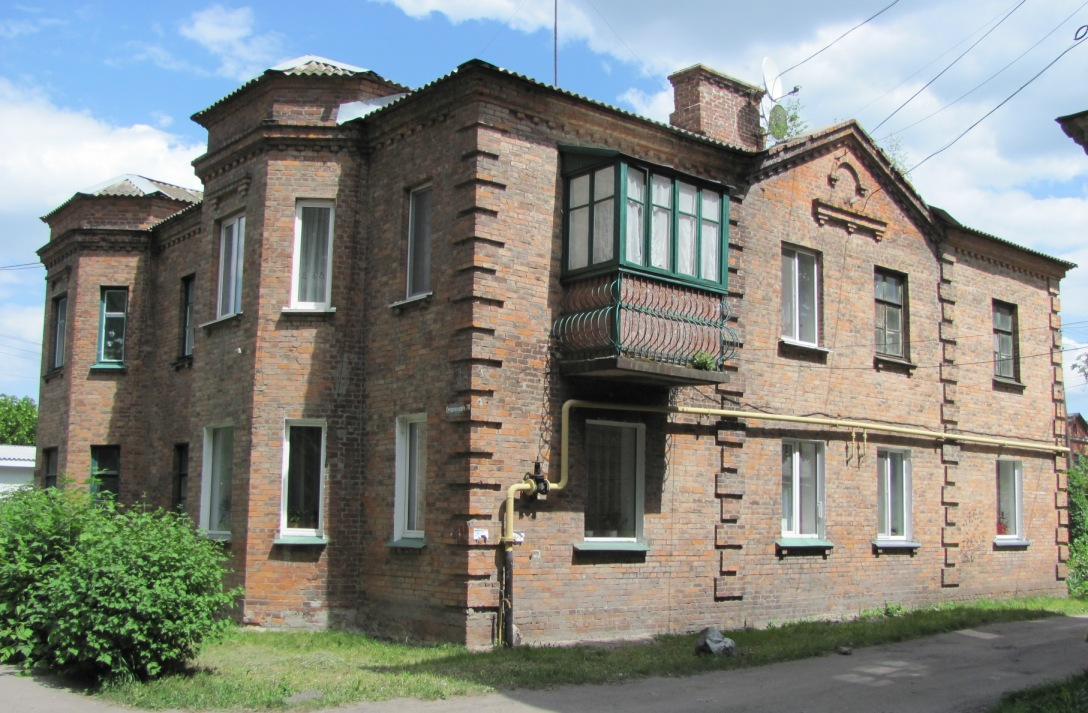
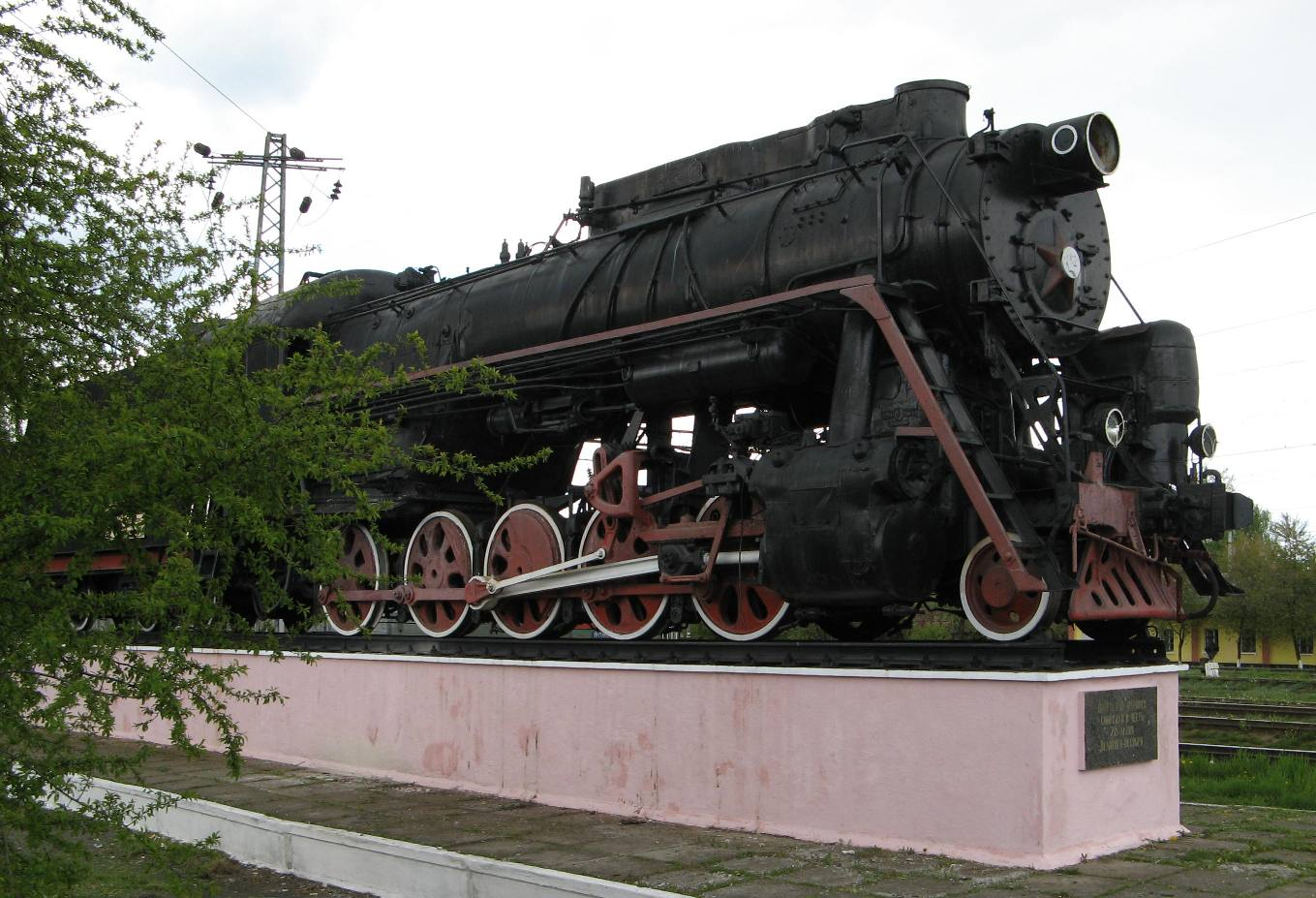